# Marathon masculin aux championnats du monde d'athlétisme 2005
Navigation
Paris 2003 Osaka 2007
L'épreuve du marathon masculin des championnats du monde d'athlétisme 2005 s'est déroulée le 13 août 2005 dans les rues d'Helsinki, en Finlande, avec une arrivée au Stade olympique. Elle est remportée par le Marocain Jaouad Gharib.

## Résultats
| Rang               | Athlète                   | Pays        | Temps           | Notes |
| ------------------ | ------------------------- | ----------- | --------------- | ----- |
| Médaille d'or      | Jaouad Gharib             | Maroc       | 2 h 10 min 10 s |       |
| Médaille d'argent  | Christopher Isengwe       | Tanzanie    | 2 h 10 min 21 s | PB    |
| Médaille de bronze | Tsuyoshi Ogata            | Japon       | 2 h 11 min 16 s | SB    |
| 04                 | Toshinari Takaoka         | Japon       | 2 h 11 min 53 s |       |
| 05                 | Samson Ramadhani          | Tanzanie    | 2 h 12 min 08 s | SB    |
| 06                 | Alex Malinga              | Ouganda     | 2 h 12 min 12 s | NR    |
| 07                 | Paul Biwott               | Kenya       | 2 h 12 min 39 s |       |
| 08                 | Julio Rey                 | Espagne     | 2 h 12 min 51 s |       |
| 09                 | Brian Sell                | États-Unis  | 2 h 13 min 27 s | SB    |
| 10                 | Marilson Gomes dos Santos | Brésil      | 2 h 13 min 40 s | SB    |
| 11                 | Robert Cheboror           | Kenya       | 2 h 14 min 08 s | SB    |
| 12                 | Dan Robinson              | Royaume-Uni | 2 h 14 min 26 s | SB    |
| 13                 | Gudisa Shentama           | Éthiopie    | 2 h 15 min 13 s |       |
| 14                 | Wataru Okutani            | Japon       | 2 h 15 min 30 s |       |
| 15                 | Luc Krotwaar              | Pays-Bas    | 2 h 15 min 47 s | SB    |
| 16                 | Rafał Wójcik              | Pologne     | 2 h 16 min 24 s |       |
| 17                 | Ottaviano Andriani        | Italie      | 2 h 16 min 29 s |       |
| 18                 | Luís Jesus                | Portugal    | 2 h 16 min 33 s | SB    |
| 19                 | Ambesse Tolosa            | Éthiopie    | 2 h 16 min 36 s |       |
| 20                 | Satoshi Irifune           | Japon       | 2 h 17 min 22 s |       |

## Légende
Records et Performances
- AR : Record continental (area record)
- CR : Record des championnats (championship record)
- MR : Record du meeting (meet record)
- NR : Record national (national record)
- OR : Record olympique (olympic record)
- PR : Record paralympique (paralympic record)
- PB : Record personnel (personal best)
- SB : Meilleure performance personnelle de la saison (season's best)
- WL : Meilleure performance mondiale de l'année (world leader)
- WJR : Record du monde junior (world junior record)
- WR : Record du monde (world record)

Circonstances et Conditions
- DNF : N'a pas terminé (did not finish)
- DNS : N'a pas pris le départ (did not start)
- DQ : Disqualification (disqualification)
- NM : Aucun essai valable enregistré (No Mark)
- Q : Qualifié « directement » au prochain tour (ou à la prochaine compétition), lors d'une compétition majeure, grâce au classement ou à la réalisation des minima (automatic qualifier)
- q : Qualifié au prochain tour (ou à la prochaine compétition), lors d'une compétition majeure, grâce au repêchage ou à la réalisation de l'une des meilleures performances parmi celles des « non qualifiés directement » (grâce au meilleur temps ou à la meilleure distance par exemple) (secondary qualifier)